# Francesco Coccopalmerio
Francesco Coccopalmerio est un prélat italien, né à San Giuliano Milanese le 6 mars 1938, cardinal, président émérite du Conseil pontifical pour les textes législatifs.

## Biographie
Francesco Coccopalmerio a été ordonné prêtre le 28 juin 1962 à Milan par Giovanni Montini, futur Paul VI, alors archevêque de Milan.
Il occupe alors différents postes pour l'archidiocèse de Milan jusqu'en 1994.

### Juriste
Il est diplômé de l'Université pontificale grégorienne en droit canon et en théologie morale. En 1976 il obtient un doctorat de droit à l'Université catholique du Sacré-Cœur de Milan.
Il est professeur de droit canon à la faculté de théologie de l'Italie du Nord de 1966 à 1999. En 1981, il devient également professeur à la faculté de droit canon de l'Université pontificale grégorienne.

### Évêque
Le 8 avril 1993, le pape Jean-Paul II le nomme évêque auxiliaire de Milan et lui donne le titre d'évêque in partibus de Coeliana (de). Il est consacré par le cardinal Carlo Maria Martini, archevêque de Milan, le 22 mai de la même année. 
Au sein de l'épiscopat italien, il est connu pour être un spécialiste des questions de droit, d'œcuménisme et de dialogue inter-religieux.
Le 15 février 2007, Benoît XVI l'élève à la dignité d'archevêque et le nomme président du Conseil pontifical pour les textes législatifs où il succède au cardinal Julián Herranz Casado qui, ayant dépassé la limite d'âge, se retire.
Lui-même conserve cette fonction jusqu'au 7 avril 2018, quelques jours après avoir atteint l'âge de 80 ans. 

### Cardinalat
Il est créé cardinal par Benoît XVI le 18 février 2012 avec le titre de cardinal-diacre de San Giuseppe dei Falegnami dont il est le premier titulaire.
Il participe au conclave de 2013 qui voit l'élection du pape François.
Le 21 janvier 2015 il est nommé par François membre de la nouvelle commission spéciale chargée du traitement des recours au sein de la congrégation pour la doctrine de la foi.
La presse italienne révèle en juin 2017 que Luigi Capozzi, prêtre et secrétaire particulier de Francesco Coccopalmerio, a été arrêté par la gendarmerie vaticane pour avoir organisé des orgies homosexuelles où circulait de la drogue (« chemsex parties ») dans son appartement privé situé dans le palais du Saint-Office.
Francesco Coccopalmerio atteint la limite d'âge le 6 mars 2018, ce qui l'empêche de participer aux votes du conclave de 2025 (élection de Léon XIV).